# ミュリエル・ユルティス
ミュリエル・ユルティス＝ウエリ（Muriel Hurtis-Houairi、1979年3月25日 - ）はフランスの陸上競技選手、専門は200mおよび4×100mRを主とする短距離走。アテネオリンピックパリ女子4×100mR銅メダリスト。セーヌ＝サン＝ドニ県ボンディ出身、またグアドループにルーツを持つ。身長180cm、体重68kg。
2004年アテネオリンピック200mでは2次予選敗退となり準決勝進出はならなかった。4×100mRにはクリスティーン・アーロンらと出場しジャマイカ、ロシアに次ぐ3位となり、銅メダルを獲得した。
2008年北京オリンピックには4×100mRフランス代表として、ミレアン・スマレ、en:Lina Jacques-Sebastien、カリマ・ルアミと出場したが、フランス代表は予選でバトンの受け渡しに失敗し失格となったためゴールできなかった。
その他、1998年世界ジュニア陸上競技選手権200m、2002年ヨーロッパ陸上競技選手権200m、2003年世界室内陸上競技選手権200mにおいて優勝した。

## 記録
- 屋外
  - 100m - 10秒96（2002年）
  - 200m - 22秒31（1999年）
- 室内
  - 60m - 7秒09（2003年）
  - 100m - 11秒28（2002年）
  - 200m - 22秒49（2003年）

## 参考資料・外部リンク
- ミュリエル・ユルティス - ワールドアスレティックスのプロフィール（英語）
- ミュリエル・ユルティス - Olympedia（英語）